# La sardana de les monges

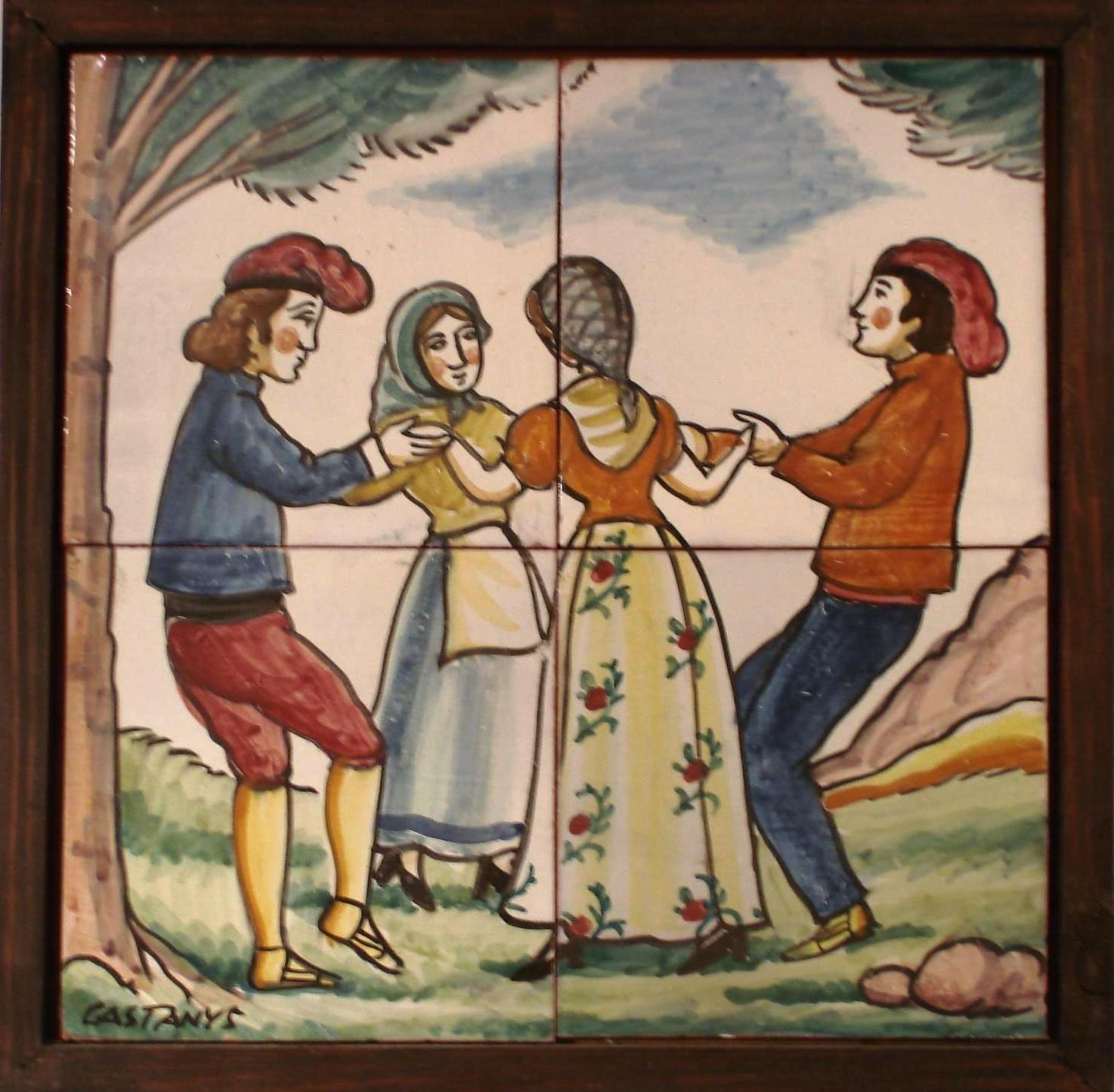
Bailando una sardana

La sardana de les monges (en castellano: La sardana de las monjas) es una composición para voces mixtas, compuesta por Enric Morera i Viura sobre un poema de Ángel Guimerà.
Se estrenó por el Orfeó Gracienc el 2 de marzo de 1919 en el Teatro Eldorado de Barcelona, pasando a formar parte, a partir de entonces, del repertorio de casi todos los orfeones catalanes. El Orfeón Catalán compuso una creación memorable de la obra. La cobla La Principal de Perelada estrenó una versión con diez instrumentos tal como Morera deseaba. Otras coblas catalanas le añadieron la parte del trombón.
Fue prohibida durante la dictadura de Primo de Rivera (1922-1930) motivo por el que vio incrementada su popularidad durante la instauración de la República en 1931 y durante la guerra civil española.